# Wenche Lowzow
Wenche Bryn Lowzow, född 27 maj 1926 i Oslo, död 24 september 2016 i Geilo i Buskerud, var en norsk politiker för Høyre. Hon var medlem av Oslos stadsfullmäktige 1968–1975. Hon var suppleant i Stortinget 1969–1977, och stortingsrepresentant för Oslo 1977–1985. Lowzow var Norges första öppet homosexuella stortingsrepresentant, och har gett ut boken To kvinner (med livspartnern Kim Friele, 1983). När registrerat partnerskap lagfästes i Norge 1993 var Lowzow och Friele bland de första som formaliserade sitt förhållande.
Wenche Lowzow mottog Allan Hellman-priset 1981.